# Zachar Ałfiorow
Zachar Akimowicz Ałfiorow, ros. Захар Акимович Алфёров (ur. 6 marca?/18 marca 1874 w stanicy Jelanskaja, zm. 30 listopada?/13 grudnia 1957 w Nowym Jorku) – rosyjski wojskowy (generał), premier Republiki Dońskiej podczas rosyjskiej wojny domowej, emigracyjny pisarz i publicysta, działacz kozackiego ruchu narodowego

## Życiorys
Ukończył szkołę realną w Rostowie nad Donem, a następnie szkołę junkierską w Nowoczerkasku. Służył w stopniu podchorążego w 1 Dońskim Pułku Kozackim. W 1896 r. awansował na chorążego, w 1900 r. – sotnika, zaś w 1904 r. – podesauła. Odkomenderowano go wówczas do 10 Dońskiego Pułku Kozackiego. W 1909 r. ukończył akademię sztabu generalnego, po czym w stopniu sztabskapitana odkomenderowano go do korpusu kadetów w Taszkencie w charakterze instruktora wojskowego. W 1911 r. mianowano go podpułkownikiem. W 1913 r. przeszedł kurs pedagogiczno-wojskowy. Od 1916 r. brał udział w I wojnie światowej jako dowódca 5 Sotni 24 Dońskiego Pułku Kozackiego. Awansował do stopnia starsziny wojskowego, a następnie pułkownika. Od lutego do kwietnia 1917 r. tymczasowo dowodził pułkiem. Następnie objął funkcję szefa gospodarczego pułku. Od końca września tego roku przewodniczył komisji rekwizycyjnej przy 4 Dońskiej Dywizji Kozackiej. Od końca 1917 r. pełnił funkcję szefa sztabu dywizji. W poł. lutego 1918 r. przybył nad Don, gdzie zaangażował się w organizację państwowości kozackiej. Wybierano go delegatem na wszystkie wojskowe kręgi Kozaków dońskich. Pod koniec kwietnia tego roku został wybrany atamanem okręgowym Okręgu Wierchniedońskiego, dowodząc tamtejszymi wojskami kozackimi, ale zrezygnował z tej funkcji na pocz. października. Następnie objął dowództwo Grupy Północnej Wojsk Armii Dońskiej. Awansował na generała majora. Od końca marca 1919 r. pełnił funkcję szefa sztabu Wojsk Rejonu Rostowskiego. Pod koniec 1919 r. został premierem Republiki Dońskiej. Po upadku Republiki przeszedł do wojsk Białych. Pod koniec marca 1920 r. został ewakuowany z Noworosyjska do Turcji. Na emigracji zamieszkał w Królestwie SHS. Był współpracownikiem oddziału historycznego Sztabu Generalnego Armii Rosyjskiej na Uchodźstwie. Napisał liczne artykuły i prace dotyczące I wojny światowej i wojny domowej w Rosji. Zaangażował się w działalność kozackiego ruchu narodowego. Po zajęciu Jugosławii przez wojska niemieckie w kwietniu 1941 r., wszedł w skład kierownictwa Związku Wszechkozackiego w Serbii. Uczestniczył w akcji werbunkowej do Rosyjskiego Korpusu Ochronnego. Po zakończeniu wojny w 1950 r. wyjechał do Triestu, zaś w 1955 r. wyemigrował do USA.